# Pompoï
Pompoï è un dipartimento del Burkina Faso classificato come comune, situato nella Provincia  di Balé, facente parte della Regione di Boucle du Mouhoun.
Il dipartimento si compone del capoluogo e di altri 10 villaggi: Battiti, Fegué, Kietou, Kokoï, Konkoliko, Pana, Pani, Pompoï-gare, San e Sio.